# Земля Елсворта
Земля Елсворта (англ. Ellsworth Land) — територія в західній частині Антарктиди (між 62° і 102° з. Д., на захід від шельфового льодовика Ронне і на південь від моря Беллінсгаузена — частини Тихого океану на південний захід від мису Горн — і від Антарктичного півострова). Пагорб, повністю покритий льодом; тут знаходяться також вершини гірського ланцюга Елсворт і деяких дрібніших. На околиці Землі Елсворта, на кордоні з Землею Мері Берд, під трикілометровим шаром льоду знаходиться западина Бентлі, найглибша депресія у світі.
Територія названа на честь американського дослідника Лінкольна Елсворта, який над цією ділянкою здійснив в 1935 році переліт з острова Данді на шельфовий льодовик Росса.
На частину території претендує Чилі. Раніше на цю територію від Території Росса до Британської Антарктичної Території претендувала Японія (від 80° західної довготи до 150° західної довготи).